# Laura Elizondo
Laura Elizondo (sinh ngày 28 tháng 8 năm 1983) là một hoa hậu người México. Cô là Á hậu 3 của cuộc thi Hoa hậu Hoàn vũ 2005.

## Cuộc thi sắc đẹp

### Hoa hậu Mexico 2004
Ngày 10 tháng 9 năm 2004, cô tham gia cuộc thi Hoa hậu Mexico 2004 được tổ chức ở San Luis Potosí. Cô đã xuất sắc dành vương miện Hoa hậu Hoàn vũ Mexico 2004 và sẽ đại diện cho quốc gia của mình tham dự cuộc thi Hoa hậu Hoàn vũ 2005 ở Thái Lan.

### Hoa hậu Hoàn vũ 2005
Trong phần thi trang phục dân tộc, cô đứng ở vị trí thứ ba. Trong đêm chung kết cô đã xuất sắc giành danh hiệu Á hậu 3 chung cuộc.

### Hoa hậu Mexico 2005
Ngày 2 tháng 9 năm 2005, cô đã trao lại vương miện cho Priscila Perales của bang Nuevo Leon với danh hiệu Hoa hậu Hoàn vũ Mexico 2005